# Hans Lorenz (Bauingenieur)
Hans Lorenz (eigentlich Johannes) (* 25. Oktober 1905 in Graz; † 20. Februar 1996) war ein deutscher Professor für Grundbau und Bodenmechanik an der Technischen Universität Berlin.

## Leben
Lorenz studierte an der TH Graz, der TU München und der TU Berlin, wo er 1934 promoviert wurde (Zeichnerische Auswertung von Resonanzkurven) und danach Assistent war.  Ab 1947 war er ordentlicher Professor und Ordinarius für Grundbau und Bodenmechanik an der TU Berlin. 1972 wurde er emeritiert. Er war zeitweise Rektor der TU Berlin und Dekan der Fakultät für Bauingenieurwesen. 
Er gilt auch international als einer der Begründer der Bodendynamik, womit er sich schon in den 1930er Jahren in Berlin bei der Degebo befasste teilweise in Zusammenhang mit der Erforschung der für die damals dort geplanten Großbauten und in Zusammenhang mit dem Reichsautobahnbau nötigen Bodenverdichtungsverfahren. Das ursprüngliche Interesse dafür bei der Degebo kam allerdings von deren Mitgründer August Hertwig, der von dynamischen Untersuchungen beim Brückenbau zur Bodendynamik kam.
Er befasste sich auch mit Bentonit-Suspensionen als Stützflüssigkeit im Grundbau, zum Beispiel finden sich in seinen Patenten Ideen zur Schlitzwandtechnik mit Bentonit und für Tunnelschildvortrieb mit Bentonitsuspensionsstützung (Hydroschild). Er entwickelte auch Verfahren zum reibungsfreien Niederbringen von Senkkästen.
Als stellvertretender Leiter des Deutschen Baugrundausschusses ab 1948 war er wesentlich an der Herausgabe der geotechnischen DIN-Normen nach dem Krieg beteiligt. Damit verbunden war er auch bei ihrer Gründung 1951 stellvertretender Vorsitzender der Deutschen Gesellschaft für Erd- und Grundbau (DGEG) (Vorsitzender war Erich Lohmeyer, weitere Mitglieder des Vorstands waren unter anderem Arnold Agatz, Peter Siedek).
Zu seinen Doktoranden gehören Stavros Savidis (einer seiner Nachfolger an der TU Berlin), Gerd Gudehus und Bernhard Walz.

## Ehrungen
2005 wurde zu Ehren von Lorenz an dessen 100. Geburtstag am Grundbauinstitut der TU Berlin das alljährlich stattfindende Hans Lorenz Symposium für Baugrunddynamik und Spezialtiefbau ins Leben gerufen.

## Schriften
- Hans Lorenz, A. Hertwig, G. Früh: Die Ermittlung der für das Bauwesen wichtigsten Eigenschaften des Bodens durch erzwungene Schwingungen. Springer, Berlin 1933.
- Hans Lorenz, Philipp Ebert: Zulässige Belastung des Baugrundes: DIN 1054. Gründungen. Richtlinien. Ernst, Berlin 1956.
- Hans Lorenz: Forschungsergebnisse auf dem Gebiete der Bodenmechanik als Wegbereiter für neue Gründungsverfahren. Westdeutscher Verlag, Köln 1958.
- Hans Lorenz: Grundbau-Dynamik. Springer, Berlin 1960.